# Будрак
Будра́к (фр. Boudrac, окс. Bodrac) — коммуна во Франции, находится в регионе Юг — Пиренеи. Департамент — Верхняя Гаронна. Входит в состав кантона Монрежо. Округ коммуны — Сен-Годенс.
Код INSEE коммуны — 31078.

## География
Коммуна расположена приблизительно в 650 км к югу от Парижа, в 90 км к юго-западу от Тулузы.
По территории коммуны протекает река Жес.

## Климат
Климат умеренно-океанический. Зима мягкая и снежная, весна характеризуется сильными дождями и грозами, лето сухое и жаркое, осень солнечная. Преобладают сильные юго-восточные и северо-западные ветры.

## Население
Население коммуны на 2010 год составляло 131 человек.
| 1962 | 1968 | 1975 | 1982 | 1990 | 1999 | 2010 |
| ---- | ---- | ---- | ---- | ---- | ---- | ---- |
| 165  | 148  | 150  | 144  | 126  | 122  | 131  |

## Администрация
| Период | Период | Фамилия         | Партия | Примечания |
| ------ | ------ | --------------- | ------ | ---------- |
| 2001   | 2005   | Альбер Пумероль |        |            |
| 2005   | 2014   | Мари-Луиз Люба  |        |            |
| 2014   | 2020   | Жиль Кларан     |        |            |

## Экономика
В 2010 году среди 71 человека трудоспособного возраста (15—64 лет) 43 были экономически активными, 28 — неактивными (показатель активности — 60,6 %, в 1999 году было 65,3 %). Из 43 активных жителей работали 38 человек (21 мужчина и 17 женщин), безработных было 5 (2 мужчин и 3 женщины). Среди 28 неактивных 1 человек был учеником или студентом, 23 — пенсионерами, 4 были неактивными по другим причинам.